# Nabil Mellah
Pour les articles homonymes, voir Mellah (homonymie).
Nabil Mellah, né en 1972, est un homme d'affaires algérien. Il est le directeur général du groupe pharmaceutique privé Merinal et actionnaire de Radio M.

## Biographie
Fils de moudjahid et né en 1972, il obtient son baccalauréat scientifique à seize ans, puis son diplôme de médecine à 23 ans. Il travaille ensuite dans une pharmacie appartenant à sa famille, avant de fonder l'entreprise pharmaceutique Merinal, la deuxième du pays et la première pour les exportations. Celle-ci produit notamment des médicaments génériques, contribuant à ce que l'industrie pharmaceutique algérienne contrôle 60 % du marché pharmaceutique local. Il est par ailleurs actionnaire de Radio M.
En 2019, il participe au mouvement Mouwatana, puis au Hirak.
Placé en détention provisoire en mai 2021, il est accusé d'« infraction aux règlements de contrôle de change » et « blanchiment d’argent ». L'affaire concerne le fait que son entreprise, après avoir perdu un appel d'offres de la Pharmacie centrale des Hôpitaux, ait, à la demande de celle-ci, accepté de baisser ses prix pour s'aligner sur ceux du laboratoire retenu, après accord avec son fournisseur. Ensuite, en attendant l'arrivée de la nouvelle livraison vendue au nouveau prix, Merinal a vendu les premières livraisons au nouveau prix, le fournisseur compensant l'entreprise de la perte. Ceci est cependant assimilé par la justice algérienne à une vente à perte visant à « casser les autres fournisseurs en vue de permettre aux laboratoires étrangers de monopoliser le marché ». Sa défense, qui plaide pour un non-lieu, dénonce un « procès surréaliste ». Il est condamné à quatre ans de prison le 31 juillet 2022, peine confirmée en appel le 4 décembre 2022, et en cassation en mars 2023.
Nabil Mellah sort de prison le 8 mai 2025 après avoir purgé 4 ans de détention à la prison d'El Harrach,.